# Aeroport de Guelmim
L'Aeroport de Guelmim (codi IATA: GLN, codi OACI: GMAG) és un aeroport que serveix Guelmim, una ciutat de la regió de Guelmim-Es Semara al Morocco. L'aeroport fou utilitzat per 10.700 passatgers l'any 2013.

## Aerolínies i destins
| Aerolínies                                         | Destinacions |
| -------------------------------------------------- | ------------ |
| Royal Air Maroc operat per Royal Air Maroc Express | Casablanca   |